# Герб Надвірнянського району
Герб Надвірнянський району — офіційний символ Надвірнянського району, затверджений рішенням сесії районної ради.

## Опис
Щит розтятий ялиноподібно на синє та золоте поля; у верхньому синьому полі летить золотий орел (карпатський беркут), у нижньому золотому – чорна нафтовидобувна вишка.
Щит обрамлений золотим картушем і увінчаний золотою територіальної короною. Щит утримують щитотримачі (гуцул та покутянин), знизу на синій  золотий напис "Надвірнянський район".